# هفتاد و چهارمین مراسم گلدن گلوب
هفتاد و چهارمین مراسم گلدن گلوب به افتخار بهترین فیلم و تلویزیون آمریکا در ۸ ژانویه ۲۰۱۷ در هتل بورلی هیلتون در بورلی هیلز، کالیفرنیا برگزار شد. بازیگر و کمدین جیمی فالون به عنوان میزبان این مراسم در تاریخ ۲ اوت، ۲۰۱۶ اعلام شده بود.

## نامزدها و برندگان
نامزدها و برندگان هفتاد و چهارمین مراسم گلدن گلوب به شرح زیر هستند:

### فیلم
| بهترین فیلم | بهترین فیلم |
| درام | موزیکال یا کمدی |
| --- | --- |
| - مهتاب - ستیغ اره‌ای - اگر سنگ از آسمان ببارد - شیر - منچستر کنار دریا | - لا لا لند - زنان قرن بیستم - ددپول - فلورانس فاستر جنکینس - خیابان آواز |
| بهترین اجرای فیلم - درام | |
| بازیگر مرد | بازیگر زن |
| - کیسی افلک – منچستر کنار دریا در نقشِ لی چندلر - جوئل اجرتون – لاوینگ در نقشِ ریچارد لاوینگ - اندرو گارفیلد – ستیغ اره‌ای در نقشِ دزموند داس - ویگو مورتنسن – کاپیتان خارق‌العاده در نقشِ بن کش - دنزل واشینگتن – حصارها در نقشِ تروی مکسون   | - ایزابل هوپر – او در نقشِ میشل لی بلنک - امی آدامز – ورود در نقشِ دکتر لوئیس بنکس - جسیکا چستین – خانم اسلون در نقشِ الیزابت اسلون - روث نگا – لاوینگ در نقشِ میلدرد لاوینگ - ناتالی پورتمن – جکی در نقشِ ژاکلین کندی |
| بهترین اجرای فیلم - موزیکال یا کمدی | |
| بازیگر مرد | بازیگر زن |
| - رایان گاسلینگ – لا لا لند در نقشِ سباستین ویلدر - کالین فارل – خرچنگ در نقشِ دیوید - هیو گرانت – فلورانس فاستر جنکینس در نقشِ کلایر بای فیلد - جونا هیل – سگ‌های جنگی در نقشِ افریم دیورولی - رایان رینولدز – ددپول در نقشِ وید ویلسون      | - اما استون – لا لا لند در نقشِ میا دولان - آنت بنینگ – زنان قرن بیستم در نقشِ دورثا فیلدز - لی لی کالینز – قوانین صدق نمی‌کنند در نقشِ مارلا مابری - هیلی استاینفلد – آستانه هفده سالگی در نقشِ نادین فرانکلین - مریل استریپ – فلورانس فاستر جنکینس در نقشِ فلورانس فاستر جنکینس                                                            |
| بهترین اجرای برای نقش مکمل در فیلم- درام، موزیکال یا کمدی | |
| بازیگر نقش مکمل مرد | بازیگر نقش مکمل زن |
| - آرون تایلر-جانسون – حیوانات شب‌زی در نقشِ رای مارکوس - ماهرشالا علی – مهتاب در نقشِ جوئن - جف بریجز – اگر سنگ از آسمان ببارد در نقشِ مارکوس همیلتون - سایمون هلبرگ – فلورانس فاستر جنکینس در نقشِ مک مون - دو پتل – شیر در نقشِ سارو بریرلی | - وایولا دیویس – حصارها در نقشِ رز ماکسون - نائومی هریس – مهتاب در نقشِ پائولا - نیکول کیدمن – شیر در نقشِ سوئی بریرلی - اکتاویا اسپنسر – شکل‌های پنهان در نقش دوروتی وایوگان - میشل ویلیامز – منچستر کنار دریا در نقشِ رندی |
| دیگر | |
| بهترین کارگردانی | بهترین فیلم‌نامه |
| - دیمین شزل – لا لا لند - تام فورد – حیوانات شب‌زی - مل گیبسون – ستیغ اره‌ای - بری جنکینز – مهتاب - کنت لونرگان – منچستر کنار دریا | - دیمین شزل – لا لا لند - تام فورد – حیوانات شب‌زی - بری جنکینز – مهتاب - کنت لونرگان – منچستر کنار دریا - تیلور شریدان – اگر سنگ از آسمان ببارد |
| بهترین موسیقی متن | بهترین ترانه |
| - جاستین هورویتز – لا لا لند - نیکولاس بریتل – مهتاب - یوهان یوهانسون – ورود - داستین اوهالورن – شیر - هانس زیمر، فارل ویلیامز و بنجامین والفیش – شکل‌های پنهان                                                                          | - "شهر ستاره‌ها" (جاستین هورویتز، پازک و پائول) – لا لا لند - "نمی‌توانم جلوی احساسم را بگیرم!" (مکس مارتین، شلبک، جاستین تیمبرلیک) – ترول‌ها (فیلم) - "ایمان" (رایان تدر، استیوی واندر و فرانسیس فاروال استارلایت) – آواز - "طلا" (استیون گیگان، دنجر ماوس، دنیل پمبرتون و ایگی پاپ) – طلا - "چقدر باید برم" (لین-منیول میراندا) – موانا |
| جایزه گلدن گلوب بهترین فیلم پویانمایی | جایزه گلدن گلوب بهترین فیلم غیر انگلیسی‌زبان |
| - زوتوپیا - کوبو و دو تار - موانا - زندگی من به عنوان یک کدو - آواز | - او (فرانسه) - خدایان (فرانسه) - نرودا (شیلی) - فروشنده (ایران/فرانسه) - تونی اردمان (آلمان) |

### فیلم‌های چند نامزدی
| تعداد نامزدی | فیلم                   |
| ------------ | ---------------------- |
| 7            | ''لا لا لند            |
| 6            | مهتاب                  |
| 5            | منچستر کنار دریا       |
| ۴            | فلورانس فاستر جنکینس   |
| ۴            | شیر                    |
| ۳            | ستیغ اره‌ای             |
| ۳            | اگر سنگ از آسمان ببارد |
| ۳            | حیوانات شب‌زی           |
| ۲            | زن قرن بیستم           |
| ۲            | ورود                   |
| ۲            | ددپول                  |
| ۲            | او                     |
| ۲            | حصارها                 |
| ۲            | شکل‌های پنهان           |
| ۲            | لاوینگ                 |
| ۲            | موانا                  |
| ۲            | آواز                   |